# Hans-Joachim Lüttich
Hans-Joachim Lüttich (* 11. Januar 1884 in Wendelstein, Preußen; † unbekannt) war ein deutscher Sportschütze.

## Karriere
Hans-Joachim Lüttich belegte bei den Olympischen Spielen 1912 in Stockholm im Trapwettkampf den 25. Platz.
1922 bei der Deutschen Meisterschaft in Berlin-Halensee wurde Lüttich Dritter.